# Italijanska legislatura
Italijanska legislatura je uradno poimenovanje za obdobje vsakega parlamentarnega mandata, ki traja pet let, a se lahko zaključi predčasno, če tako odloči republiški predsednik. Podaljša se lahko samo z zakonom in samo v vojnem času.
V slučaju predčasne ukinitve mandata se v teku 70 dni vršijo državne volitve. Legislatura se zaključi s prvim zasedanjem novoizvoljenih parlamentarcev 
V Italiji se legislature imenujejo z zaporedno rimsko številko, na primer I legislatura, IV legislatura, XIII legislatura.

## Vladni mandati
V teku legislature se lahko večkrat zamenjajo vladni kadri, se pravi ministri in ministrski predsednik. To se zgodi, ko ministrski svet ni več soglasen s parlamentom in zato odstopi. Predsednik republike mora odločiti, kako naj se kriza reši, na voljo so sledeče možnosti:
- poziv vladi, naj se skuša pobotati s poslansko zbornico in senatom
- zamenjava nekaterih ministrov
- Imenovanje drugega ministrskega predsednika
- ukinitev vseh vladnih funkcij in poveritev oblasti eni sami osebi (predsedniška vlada)
- imenovanje novih vladnih kadrov, ki so izvedenci v političnih zadevah, a se normalno ne udejstvujejo v politiki (vlada tehnikov)
- razrešitev parlamentarnega mandata poslanski zbornici in senatu, zahteva novih volitev. [2]

V Italiji se vladni mandati imenujejo po ministrskem predsedniku, na primer trinajsta legislatura sestoji iz kar štirih vlad: vlada Prodi I., vlada D'Alema I., vlada D'Alema II., vlada Amato II.

## Trajanje legislatur
Od ustanovitve republike se je vrstilo 16 legislatur in njihovo povprečno trajanje je bilo 49 mesecev (na 60 predvidenih v 5 letih), iz česar je razvidna pogostost predčasne ukinitve parlamentarnega mandata. Trenutna (sedemnajsta) legislatura traja od 15. marca 2013.
Seznam italijanskih legislatur:
| Legislature           | Volitve   | Začetek   | Konec     | Trajanje (dni) |
| --------------------- | --------- | --------- | --------- | -------------- |
| Ustavodajna skupščina | 2.6.1946  | 25.6.1946 | 31.1.1948 | 586            |
| I Legislatura         | 18.4.1948 | 8.5.1948  | 24.6.1953 | 1.874          |
| II Legislatura        | 7.6.1953  | 25.6.1953 | 11.6.1958 | 1.813          |
| III Legislatura       | 25.5.1958 | 12.6.1958 | 15.5.1963 | 1.799          |
| IV Legislatura        | 28.4.1963 | 16.5.1963 | 4.6.1968  | 1.847          |
| V Legislatura         | 19.5.1968 | 5.6.1968  | 24.5.1972 | 1.450          |
| VI Legislatura        | 7.5.1972  | 25.5.1972 | 4.7.1976  | 1.502          |
| VII Legislatura       | 20.6.1976 | 5.7.1976  | 19.6.1979 | 1.080          |
| VIII Legislatura      | 3.6.1979  | 20.6.1979 | 11.7.1983 | 1.482          |
| IX Legislatura        | 26.6.1983 | 12.7.1983 | 1.7.1987  | 1.451          |
| X Legislatura         | 14.6.1987 | 2.7.1987  | 22.4.1992 | 1.756          |
| XI Legislatura        | 5.4.1992  | 23.4.1992 | 14.4.1994 | 721            |
| XII Legislatura       | 28.3.1994 | 15.4.1994 | 8.5.1996  | 754            |
| XIII Legislatura      | 21.4.1996 | 9.5.1996  | 29.5.2001 | 1.846          |
| XIV Legislatura       | 13.5.2001 | 30.5.2001 | 27.4.2006 | 1.793          |
| XV Legislatura        | 10.4.2006 | 28.4.2006 | 28.4.2008 | 732            |
| XVI Legislatura       | 14.4.2008 | 29.4.2008 | 14.3.2013 | 1.780          |
| XVII Legislatura      | 25.2.2013 | 15.3.2013 |           | 4385           |